# Iconoscópio

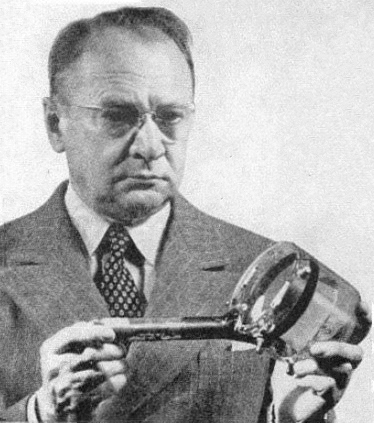
Zworykin segurando o tubo do iconoscópio, em artigo de revista de 1950

O iconoscópio (do grego : εἰκών "imagem" e σκοπεῖν "olhar, ver") foi o primeiro tubo prático de câmera de vídeo a ser usado nas primeiras câmeras de televisão. O iconoscópio produzia um sinal muito mais forte do que os designs mecânicos anteriores e podia ser usado em quaisquer condições de boa iluminação. Este foi o primeiro sistema totalmente eletrônico a substituir as câmeras anteriores, que usavam holofotes especiais ou discos giratórios para capturar a luz de um único ponto muito iluminado.
Alguns dos princípios deste aparelho foram descritos quando Vladimir Zworykin registrou duas patentes para um sistema de televisão em 1923 e 1925. Um grupo de pesquisa da Westinghouse Electronic Company liderado por Zworykin apresentou o iconoscópio ao público em geral em uma conferência de imprensa em junho de 1933 e dois artigos técnicos detalhados foram publicados em setembro e outubro do mesmo ano. A empresa alemã Telefunken comprou os direitos da RCA e construiu a câmera superikonoskop usada para a histórica transmissão de TV nos Jogos Olímpicos de Verão de 1936 em Berlim.
O iconoscópio foi substituído na Europa por volta de 1936 pelos muito mais sensíveis Super-Emitron e superikonoskop, enquanto nos Estados Unidos o iconoscópio foi o principal tubo de câmera usado para transmissão de 1936 a 1946, quando foi substituído pelo tubo de imagem orthicon.